# North American T-6 Texan

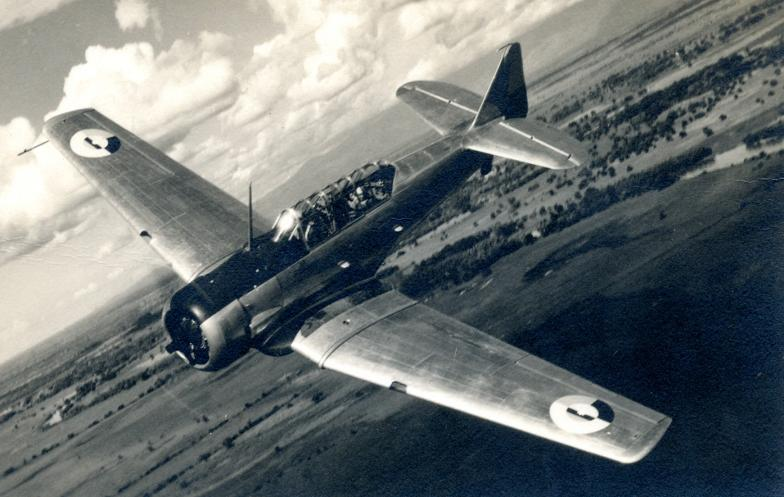
AT-6 Texan ВПС Колумбії (фото часів Другої світової війни.

North American Aviation T-6 Texan — одномоторний поршневий тренувальний літак, що використовувався ВПС США, Великої Британії та інших країн у період з Другої світової війни до 1970х років. Станом на 2015 рік багато літаків цієї моделі залишаються у приватному використанні та беруть участь в авіашоу.

## Розробка

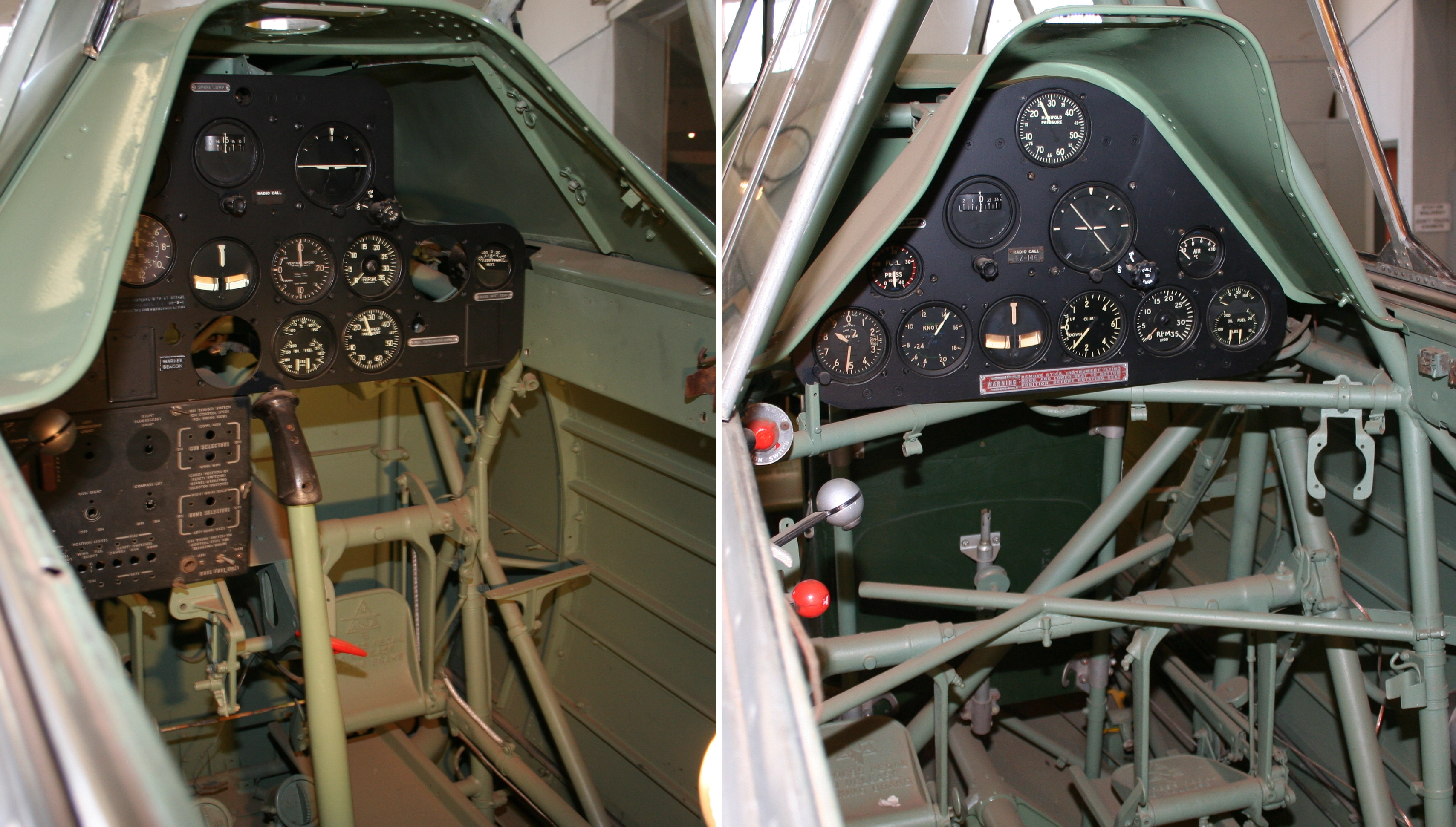
Ліворуч кокпіт учня (у літаку він знаходиться спереду), праворуч — інструктора

Прототипом Texan став інший навчальний літак, North American NA-16, який вироблявся з 1935 по 1939 роки. Перший політ AT-6 відбувся 28 вересня 1938.
Існує дуже багато модифікацій Texan, однак можна виділити ряд основних напрямів:
- BC — перші моделі Texan. Мали індекси[5] BC-1A BC-1B BC-1I та BC-2.
- AT-6 — основна серія літаків, що використовувались ВПС США. У 1948 році індекс цієї моделі було змінено на T-6[4]. Різні модифікації цього ряду отримували індекси[5] AT-6, AT-6A, AT-6B, AT-6C, AT-6D, XAT-6E, AT-6F, T-6A, T-6C, T-6D, T-6F, T-6G, LT-6G, T-6H, T-6J.
- SNJ — використовувались Військово-морським флотом США. Модифікації мали індекси[5] SNJ-1, SNJ-2, SNJ-3, SNJ-3C, SNJ-4, SNJ-4C, SNJ-5, SNJ-5C, SNJ-6, SNJ-7, SNJ-7B, SNJ-8.
- Harvard — літаки, які постачались до Великої Британії та інших країн співдружності. Модифікації мали назви Harvard I, Harvard II, Harvard IIA, Harvard IIB, Harvard T.T.II, Harvard IIF, Harvard III, Harvard 4, Harvard 4K, Harvard 4KA[5].

В кінці 1950-х років армія США припинила використовувати T-6, армії інших країн теж почали відмовлятися від них. Найдовше, до 1995, Texan служили в армії ПАР. У приватному використанні, за різними оцінками залишається від 350 до 500 машин, здатних літати.
Всього було виготовлено 15 495 екземплярів усіх видів.

## Бойове використання

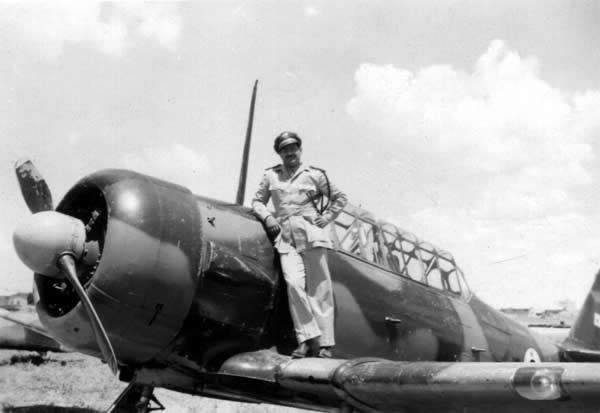
Сирійський AT-6

У 1940 році на замовлення Таїланду було зроблено десять озброєних літаків на основі BC-1. Через початок війни їх перенаправили до ВПС США, надавши індекс A-27. Скоріше за все вони були втрачені під час вторгнення Японії на Філіппіни
20 літаків AT-6 використовували ВПС Сирії під час Арабо-ізраїльської війни 1948 року. Вони забезпечували підтримку наземних військ, завдавали ударів по летовищах, колонах та кораблях. Один літак було збито зенітним вогнем. З іншого боку, на стороні Ізраїлю у цій же війні було 17 літаків Harvard. Вони застосовувались проти єгипетських військ на території Синайського півострову.
Під час громадянської війни у Греції літаки T-6D та T-6G використовувались урядовими ВПС для проведення розвідки.
У Кореї T-6D здійснювали розвідку та контроль за результатами завдавання ударів з повітря (тип завдань, відомий як FAC — Forward Air Control)).
В Алжирі французькі війська використовували T-6G як протипартизанський літак для завдання ударів по партизанах Алжирського Визвольного Фронту.
Португалія використовувала більше сотні T-6G протягом колоніальних війн в Африці з 1961 по 1975.
16 червня 1955 року ВПС Аргентини використали SNJ-4 для бомбардування Plaza de Mayo, один з них було збито винищувачем супротивників. Також ці літаки використовувались повстанцями проти уряду під час заколоту на флоті 1963 року.
У 1957—1958 роках Іспанія застосовувала T-6 для боротьби з марокканськими партизанами.
ВПС Пакистану за допомогою T-6 захищали нічні конвої від індійських військ під час війни 1971 року.

## Тактико-технічні характеристики

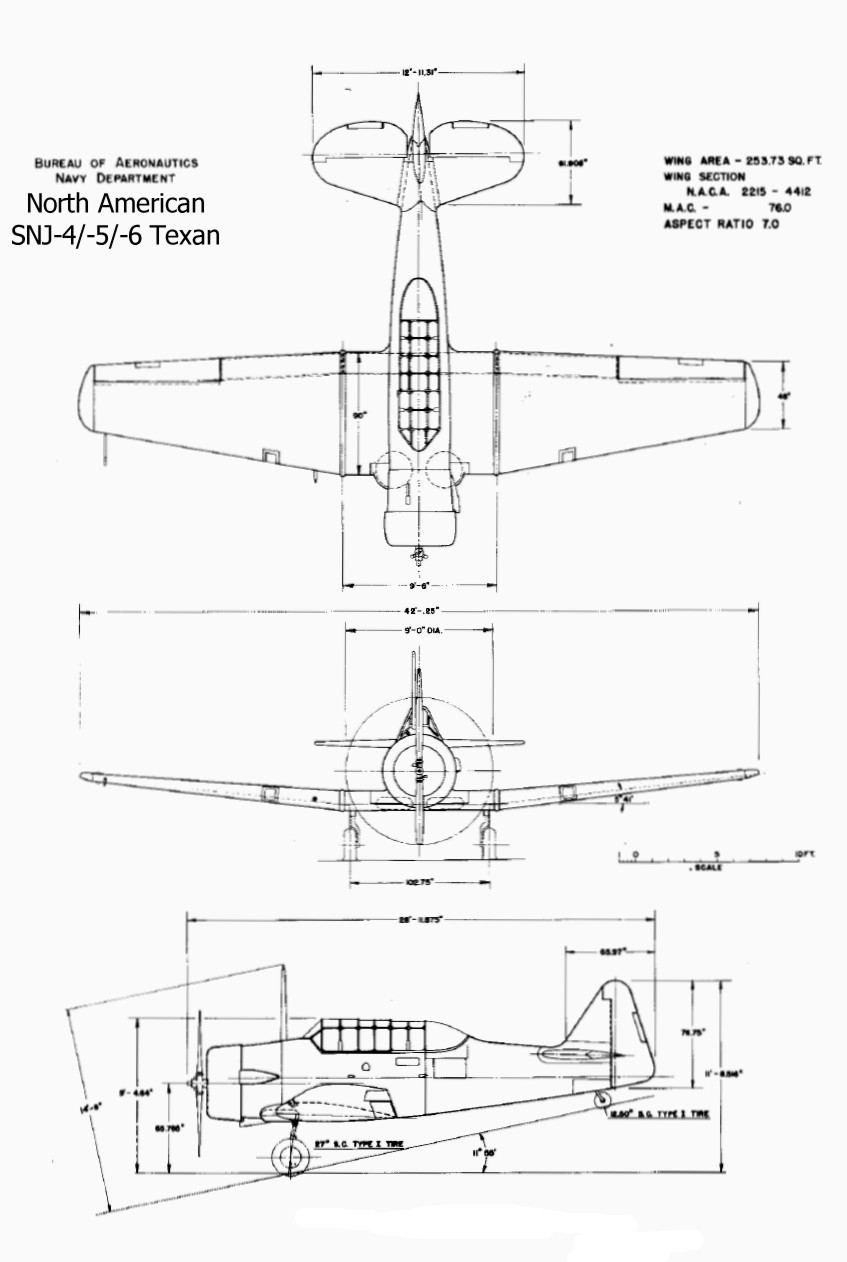
Креслення T-6/SNJ

### Технічні характеристики
- Довжина: 8,84 м
- Розмах крила: 12,81 м
- Висота: 3,57 м
- Площа крил: 23,6 м2
- Вага: 1886 кг
- Максимальна злітня вага: 2548 кг
- Двигуни: один Pratt & Whitney R-1340 Wasp

### Льотні характеристики
- Максимальна швидкість: 335 км/год
- Крейсерська швидкість: 233 км/год
- Дальність польоту: 1175 км
- Практична стеля: 7400 м
- Швидкопідйомність: 6,1 м/с

Озброєння залежить від модифікації.